# Чемпіонат Європи з водних видів спорту 1977
57°47′10″ пн. ш. 14°13′45″ сх. д. / 57.78611° пн. ш. 14.22917° сх. д.
Чемпіонат Європи з водних видів спорту 1977, 14-й за ліком, тривав з 14 до 21 серпня 1977 року в плавальному комплексі Росенлундсбадет в Єнчепінгу (Швеція). Розіграно нагороди з плавання (на довгій воді), стрибків у воду, синхронного плавання (жінки) і водного поло (чоловіки). 

## Таблиця медалей
*   Країна-господарка ( Швеція)
| Місце               | Країна              | Золото | Срібло | Бронза | Загалом |
| ------------------- | ------------------- | ------ | ------ | ------ | ------- |
| 1                   | НДР                 | 16     | 11     | 7      | 34      |
| 2                   | СРСР                | 7      | 9      | 7      | 23      |
| 3                   | ФРН                 | 7      | 2      | 4      | 13      |
| 4                   | Угорщина            | 3      | 1      | 1      | 5       |
| 5                   | Велика Британія     | 2      | 1      | 5      | 8       |
| 6                   | Нідерланди          | 1      | 6      | 2      | 9       |
| 7                   | Чехословаччина      | 1      | 1      | 0      | 2       |
| 8                   | Італія              | 0      | 3      | 3      | 6       |
| 9                   | Швеція*             | 0      | 1      | 3      | 4       |
| 10                  | Югославія           | 0      | 1      | 1      | 2       |
| 11                  | Данія               | 0      | 1      | 0      | 1       |
| 12                  | Швейцарія           | 0      | 0      | 3      | 3       |
| 13                  | Румунія             | 0      | 0      | 1      | 1       |
| Загалом (13 збірні) | Загалом (13 збірні) | 37     | 37     | 37     | 111     |

## Плавання

### Чоловіки
| Дисципліна                      | Золото                                                             | Срібло                                                                  | Бронза                                                             |
| ------------------------------- | ------------------------------------------------------------------ | ----------------------------------------------------------------------- | ------------------------------------------------------------------ |
| 100 м вільним стилем            | Петер Ноке (FRG)                                                   | Володимир Буре (URS)                                                    | Марчелло Гуардуччі (ITA)                                           |
| 200 м вільним стилем            | Петер Ноке (FRG)                                                   | Андрій Крилов (URS)                                                     | Марчелло Гуардуччі (ITA)                                           |
| 400 м вільним стилем            | Сергій Русін (URS)                                                 | Франк Веннманн (FRG)                                                    | Франк Пфютце (GDR)                                                 |
| 1500 м вільним стилем           | Володимир Сальников (URS)                                          | Валентин Парінов (URS)                                                  | Борут Петрич (YUG)                                                 |
| 100 м на спині                  | Мілослав Ролко (TCH)                                               | Золтан Веррасто (HUN)                                                   | Клаус Штайнбах (FRG)                                               |
| 200 м на спині                  | Золтан Веррасто (HUN)                                              | Мілослав Ролко (TCH)                                                    | Ян Торелл (SWE)                                                    |
| 100 м брасом                    | Ґеральд Меркен (FRG)                                               | Джорджо Лалле (ITA)                                                     | Вальтер Куш (FRG)                                                  |
| 200 м брасом                    | Ґеральд Меркен (FRG)                                               | Арсенс Міскаровс (URS)                                                  | Вальтер Куш (FRG)                                                  |
| 100 м батерфляєм                | Роґер Піттель (GDR)                                                | Пер Арвідссон (SWE)                                                     | Джон Міллс (GBR)                                                   |
| 200 м батерфляєм                | Міхаель Краус (FRG)                                                | Роґер Піттель (GDR)                                                     | Пер Арвідссон (SWE)                                                |
| 200 м комплексом                | Андраш Харгітай (HUN)                                              | Андрій Смірнов (URS)                                                    | Олександр Сидоренко (URS)                                          |
| 400 м комплексом                | Сергій Фесенко (URS)                                               | Андрій Смірнов (URS)                                                    | Чаба Шош (HUN)                                                     |
| естафета 4×100 м вільним стилем | ФРН Клаус Штайнбах Андреас Шмідт Юрґен Кеннекер Петер Ноке         | Італія Роберто Пангаро Паоло Ревеллі Паоло Сінегелія Марчелло Гуардуччі | СРСР Володимир Буре Сергій Лабзо Сергій Копляков Андрій Крилов     |
| естафета 4×200 м вільним стилем | СРСР Володимир Раскатов Сергій Русін Сергій Копляков Андрій Крилов | ФРН Франк Веннманн Клаус Штайнбах Петер Кнуст Петер Ноке                | НДР Райнер Штробах Роґер Піттель Детлев Ґрабс Франк Пфютце         |
| естафета 4×100 м комплексом     | ФРН Клаус Штайнбах Ґеральд Меркен Міхаель Краус Петер Ноке         | НДР Луц Ваня Ґреґор Арніке Роґер Піттель Рене Плешке                    | Велика Британія Джеймс Картер Данкан Ґудх'ю Джон Міллс Мартін Сміт |

### Жінки
| Дисципліна                      | Золото                                                        | Срібло                                                             | Бронза                                                                     |
| ------------------------------- | ------------------------------------------------------------- | ------------------------------------------------------------------ | -------------------------------------------------------------------------- |
| 100 м вільним стилем            | Барбара Краузе (GDR)                                          | Еніт Бріґіта (NED)                                                 | Петра Прімер (GDR)                                                         |
| 200 м вільним стилем            | Петра Тюмер (GDR)                                             | Барбара Краузе (GDR)                                               | Аннеліс Маас (NED)                                                         |
| 400 м вільним стилем            | Петра Тюмер (GDR)                                             | Аннеліс Маас (NED)                                                 | Барбара Краузе (GDR)                                                       |
| 800 м вільним стилем            | Петра Тюмер (GDR)                                             | Аннеліс Маас (NED)                                                 | Маріна Альтманн (GDR)                                                      |
| 100 м на спині                  | Бірґіт Трайбер (GDR)                                          | Ульріке Ріхтер (GDR)                                               | Кайре Індріксон (URS)                                                      |
| 200 м на спині                  | Бірґіт Трайбер (GDR)                                          | Ульріке Ріхтер (GDR)                                               | Кармен Буначіу (ROU)                                                       |
| 100 м брасом                    | Юлія Богданова (URS)                                          | Карола Нічке (GDR)                                                 | Рамона Райнке (GDR)                                                        |
| 200 м брасом                    | Юлія Богданова (URS)                                          | Сюзанне Нільссон (DEN)                                             | Ева-Маріє Гоканссон (SWE)                                                  |
| 100 м батерфляєм                | Андрея Поллак (GDR)                                           | Крістіане Кнаке (GDR)                                              | Інеке Ран (NED)                                                            |
| 200 м батерфляєм                | Анетт Фібіґ (GDR)                                             | Андрея Поллак (GDR)                                                | Сьюзен Дженнер (GBR)                                                       |
| 200 м комплексом                | Ульріке Таубер (GDR)                                          | Забіне Кале (GDR)                                                  | Ольга Клевакіна (URS)                                                      |
| 400 м комплексом                | Ульріке Таубер (GDR)                                          | Забіне Кале (GDR)                                                  | Шеррон Девіс (GBR)                                                         |
| естафета 4×100 м вільним стилем | НДР Бірґіт Трайбер Бірґіт Вехтлер Петра Прімер Барбара Краузе | Нідерланди Інеке Ран Аня ван де Боґарде Аннеліс Маас Еніт Бріґіта  | Велика Британія Вікторія Баллок Мері Г'юстон Шеррон Девіс Черіл Брезендейл |
| естафета 4×100 м комплексом     | НДР Ульріке Ріхтер Карола Нічке Андрея Поллак Барбара Краузе  | СРСР Кайре Індріксон Юлія Богданова Ольга Клевакіна Лариса Царьова | ФРН Гайке Йон Даґмар Реак Карін Зайк Ютта Вебер                            |

## Стрибки у воду

### Чоловіки
| Дисципліна    | Золото                  | Срібло                  | Бронза                   |
| ------------- | ----------------------- | ----------------------- | ------------------------ |
| Трамплін, 3 м | Фальк Гоффманн (GDR)    | Джорджо Каньйотто (ITA) | Олександр Косенков (URS) |
| Вишка, 10 м   | Володимир Алейник (URS) | Давід Амбарцумян (URS)  | Фальк Гоффманн (GDR)     |

### Жінки
| Дисципліна    | Золото             | Срібло                   | Бронза               |
| ------------- | ------------------ | ------------------------ | -------------------- |
| Трамплін, 3 м | Хріста Келер (GDR) | Беате Роте (GDR)         | Ірина Калініна (URS) |
| Вишка, 10 м   | Марґіт Шепке (GDR) | Олена Вайцехівська (URS) | Ірина Калініна (URS) |

## Синхронне плавання
| Дисципліна | Золото                                | Срібло                                   | Бронза                                 |
| ---------- | ------------------------------------- | ---------------------------------------- | -------------------------------------- |
| Соло       | Джекі Кокс (GBR)                      | Марейке Енґелен (NED)                    | Ренате Баур (SUI)                      |
| Дуети      | Джекі Кокс (GBR) Андреа Голланд (GBR) | Гелма Ґюверс (NED) Марейке Енґелен (NED) | Ренате Баур (SUI) Лізелотте Маєр (SUI) |
| Групи      | Нідерланди (NED)                      | Велика Британія (GBR)                    | Швейцарія (SUI)                        |

## Водне поло
| Дисципліна        | Золото   | Срібло    | Бронза |
| ----------------- | -------- | --------- | ------ |
| Командна першість | Угорщина | Югославія | Італія |